# آیدین‌جا (آماسیه)
آیدین‌جا (به ترکی استانبولی: Aydınca) یک منطقهٔ مسکونی در ترکیه است که در آماسیه واقع شده‌است. آیدین‌جا ۷۳۶ نفر جمعیت دارد.